# Sérézin-du-Rhône
Sérézin-du-Rhône es una comuna francesa situada en el departamento de Ródano, de la región de Auvernia-Ródano-Alpes. Está integrada en la comunidad de comunas Pays de l'Ozon.

## Historia
En 1968, en el proceso de reorganización administrativa del entorno de Lyon, fue transferida del departamento de Isère al de Ródano.

## Demografía
| 917 | 1 088 | 1 727 | 1 834 | 2 257 | 2 388 | 2 471 | 2 588 |
| Para los censos de 1962 a 1999 la población legal corresponde a la población sin duplicidades (Fuente: INSEE [Consultar]) |       |       |       |       |       |       |       |